# Douglas Robinson
Douglas Robinson (* 30. September 1954 in Lafayette, Indiana) ist ein US-amerikanischer Sprachwissenschaftler, Autor und Übersetzer. In seinen Monographien beschäftigt er sich mit zwischenmenschlicher Kommunikation und sozialer Interaktion und im Besonderen mit deren Ausdruck in Literatur, Rhetorik und Übersetzung.
Robinson ist seit 2012 Dekan der Faculty of Arts der Hong Kong Baptist University.

## Leben
Douglas Robinson wurde in Lafayette in Indiana geboren und wuchs in Los Angeles und Seattle auf. 1971 ging er für ein Austauschjahr nach Finnland. Nach seiner Rückkehr arbeitete er als Student am Linfield College und am Evergreen State College. Er kehrte nach Finnland zurück und machte dort drei Abschlüsse in Englisch. Außerdem unterrichtete er Vollzeit in der Englisch-Abteilung der Universität Jyväskylä. 1981 ging er wieder in die USA, um seine Doktorarbeit an der University of Washington zu schreiben. Nachdem er 1983 seinen Doktortitel erhalten hatte, nahm er eine Stelle als Dozent für englische Sprache und Literatur an der Universität Tampere in Finnland an. Ab 1987 unterrichtete er Übersetzungstheorie und -praxis für Englisch-Finnisch an der gleichen Universität. Von 1989 bis 2010 arbeitete er als Professor für Englisch an der University of Mississippi. Von 2010 bis 2012 war er der Leiter der Englisch-Abteilung an der Universität von Lingnan. Seit 2012 ist Robinson Dekan der Faculty of Arts der Hong Kong Baptist University.

## Leistungen
Douglas Robinson veröffentlichte zahlreiche Monographien, die sich mit seinen Forschungen in verschiedenen Disziplinen befassen. Dazu gehören unter anderem Literaturwissenschaft, Kulturstudien, Linguistik, Übersetzungswissenschaft und Philosophie des Geistes. Des Weiteren veröffentlichte er mehrere Übersetzungen aus dem Finnischen ins Englische und einige Lehrbücher. Zwei dieser Lehrbücher richten sich speziell an finnische Studierende des Englischen. Weitere Lehrbücher richten sich an alle Studierenden der Übersetzungswissenschaften, der linguistischen Pragmatik und des Schreibens. Außerdem arbeitete er gemeinsam mit Ikka Rekiaro an einem englisch-finnischen Wörterbuch mit 26.000 Einträgen für jede Sprachrichtung.

## Publikationen (Auswahl)
- The translator's turn. Johns Hopkins Univ. Pr, Baltimore 1991, ISBN 9780801840470.
- Translation and taboo. Northern Illinois University Press, DeKalb 1996, ISBN 978-0875805719.
- What Is translation? Centrifugal theories, critical interventions. Kent State University Press, Kent 1997, ISBN 978-0873385732.
- Becoming a translator. An introduction to the theory and practice of translation. Routledge, London 1997, ISBN 978-0-415-14860-3.
- Translation and empire. Postcolonial theories explained. St. Jerome, Manchester 1997, ISBN 978-1900650083.
- Who translates? Translator subjectivities beyond reason. SUNY Press, Albany 2001, ISBN 978-0791448649.
- Performative linguistics. Speaking and translating as doing things with words. Routledge, London 2003, ISBN 978-0415300360.
- Translation and the problem of sway. John Benjamins, Amsterdam and Philadelphia 2011, ISBN 978-9027224408.
- Displacement and the somatics of postcolonial culture. Ohio State University Press, Columbus 2013, ISBN 978-0814293416.